# Olios pyrozonis
Olios pyrozonis là một loài nhện trong họ Sparassidae.
Loài này thuộc chi Olios. Olios pyrozonis được Mary Agard Pocock miêu tả năm 1901.